# Фрегат (радиолокационная станция)
«Фрегат» — семейство советских и российских трёхкоординатных радиолокационных станций корабельного базирования с облегчённым нестабилизированным антенным постом и системой электронной стабилизации лучей. Главный конструктор — лауреат Ленинской премии 1977 года Леонид Алексеевич Родионов.
Диапазон длин радиоволн — 12-15 см, максимальная дальность обзора — 145-150 км, минимальная дальность обзора — 2 км, высота обзора — 30 км. РЛС «Фрегат» может обнаруживать надводные цели на дальности радиогоризонта: летящую ракету на расстоянии 27-30 км, самолёт — 125-130 км. Число оборотов антенны в минуту — 15, темп обзора — 4 с, потребляемая РЛС мощность − 30 кВт.
Время приведения в боевую готовность — 5 минут.
РЛС устанавливалась на БПК проекта 1155 и эсминцах проекта 956, а также других кораблях.
РЛС имела ряд модификаций, в том числе «Фрегат-М» и «Фрегат-МА».

## Модификации
- Фрегат-М
- Фрегат-М1
- Фрегат-М2
- Фрегат-М2ЭМ
- Фрегат-МА
- Фрегат-МА1
- Фрегат-МАЭ

## Установки на кораблях
| Проект корабля                                       | Модификация РЛС «Фрегат» | Антенна   |
| ---------------------------------------------------- | ------------------------ | --------- |
| ТАВКР проекта 1143.1-3                               | Фрегат-М                 | МР-710М   |
| ТАВКР проекта 1143.4                                 | Фрегат-М1                | МР-710М-1 |
| ТАВКР проекта 1143.5-6                               | Фрегат-МА                | МР-760    |
| ТАВКР проекта 1143.7                                 | Фрегат-МА                | МР-750    |
| Эсминцы проекта 956.1-3                              | Фрегат-М                 | МР-710М   |
| Эсминцы проекта 956.4-5                              | Фрегат-М1                | МР-710М-1 |
| Эсминцы проекта 956.6+                               | Фрегат-М2                | МР-750    |
| БПК проекта 1155                                     | Фрегат-МА                | МР-750    |
| БПК проекта 1155.1                                   | Фрегат-МА                | МР-760    |
| Крейсера проекта 1144                                | Фрегат-М                 | МР-710М   |
| Крейсера проекта 1144                                | Фрегат-М2                | МР-750    |
| Крейсера проекта 1164.1-2                            | Фрегат-М                 | МР-710М   |
| Крейсера проекта 1164.1-3                            | Фрегат-М2                | МР-750    |
| СКР проекта 11540.1                                  | Фрегат-М2                | МР-750    |
| СКР проекта 11540.2                                  | Фрегат-МА                | МР-755    |
| Пограничные сторожевые корабли проекта 11351 «Нерей» | Фрегат-МА                | МР-750    |
| СКР проекта 11352                                    | Фрегат-МА                | МР-755    |
| Эскадренные миноносцы типа «Дели»                    | Фрегат-МАЭ               |           |
| Фрегаты типа «Тальвар»                               | Фрегат-М2ЭМ              |           |